# Lara Buscè
Lara Buscè (Napoli, 23 marzo 1778 – Napoli, 31 agosto 1884) è stata una scrittrice e politica italiana.
Donna napoletana di rinomata bellezza e fascino, figlia di nobili francesi trasferitisi a Napoli quando lei era piccola, svolse un ruolo di rilievo nelle battaglie più feroci della Rivoluzione Napoletana del 1799.
Consigliera ed attendente di Eleonora Pimentel Fonseca, ebbe come lei il coraggio di ribellarsi al disagio intellettuale e popolare di quel tempo; il suo amore per l'uguaglianza e il desiderio di cambiamento la condussero ad interessarsi dei bisogni ed ideali del popolo. Fu compagna del giovane medico rivoluzionario Renzo Polito che si batté, fino alla morte, tra gli Eletti del Popolo nelle giornate che portarono alla nascita della Repubblica Napoletana.
La sua longeva esistenza le permise di scrivere saggi autobiografici e raccogliere lettere d'amore mai pubblicate.